# مستشفى القديسة مريم الجديد

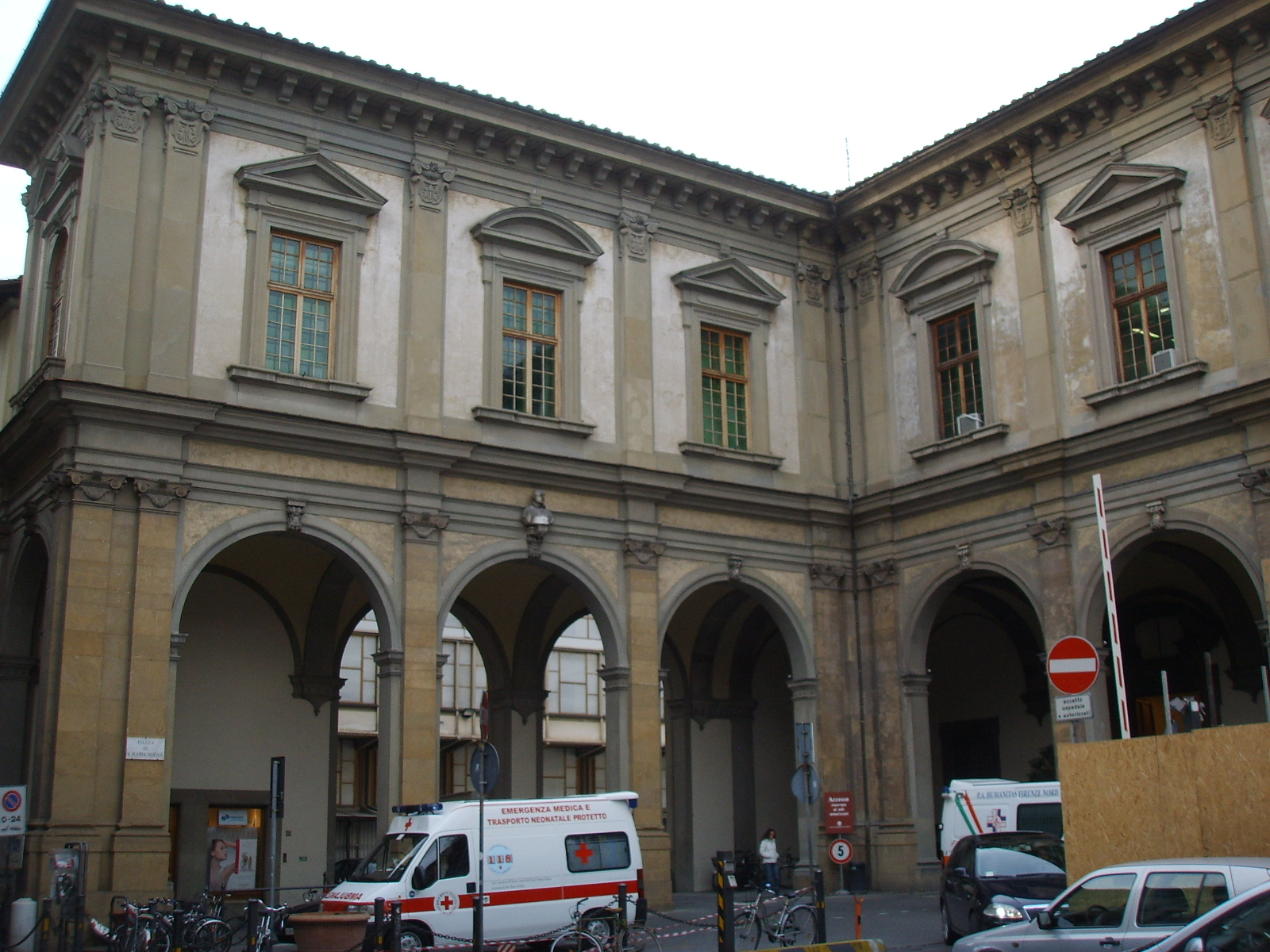
رواق المستشفى تصميم بيونتاليتي

مستشفى القديسة مريم الجديد (بالإيطالية: Ospedale di Santa Maria Nuova)‏ وهو أقدم مستشفىًَ لايزال قيد العمل في فلورنسا، في إيطاليا.

## التاريخ والأعمال الفنية

### الأصل

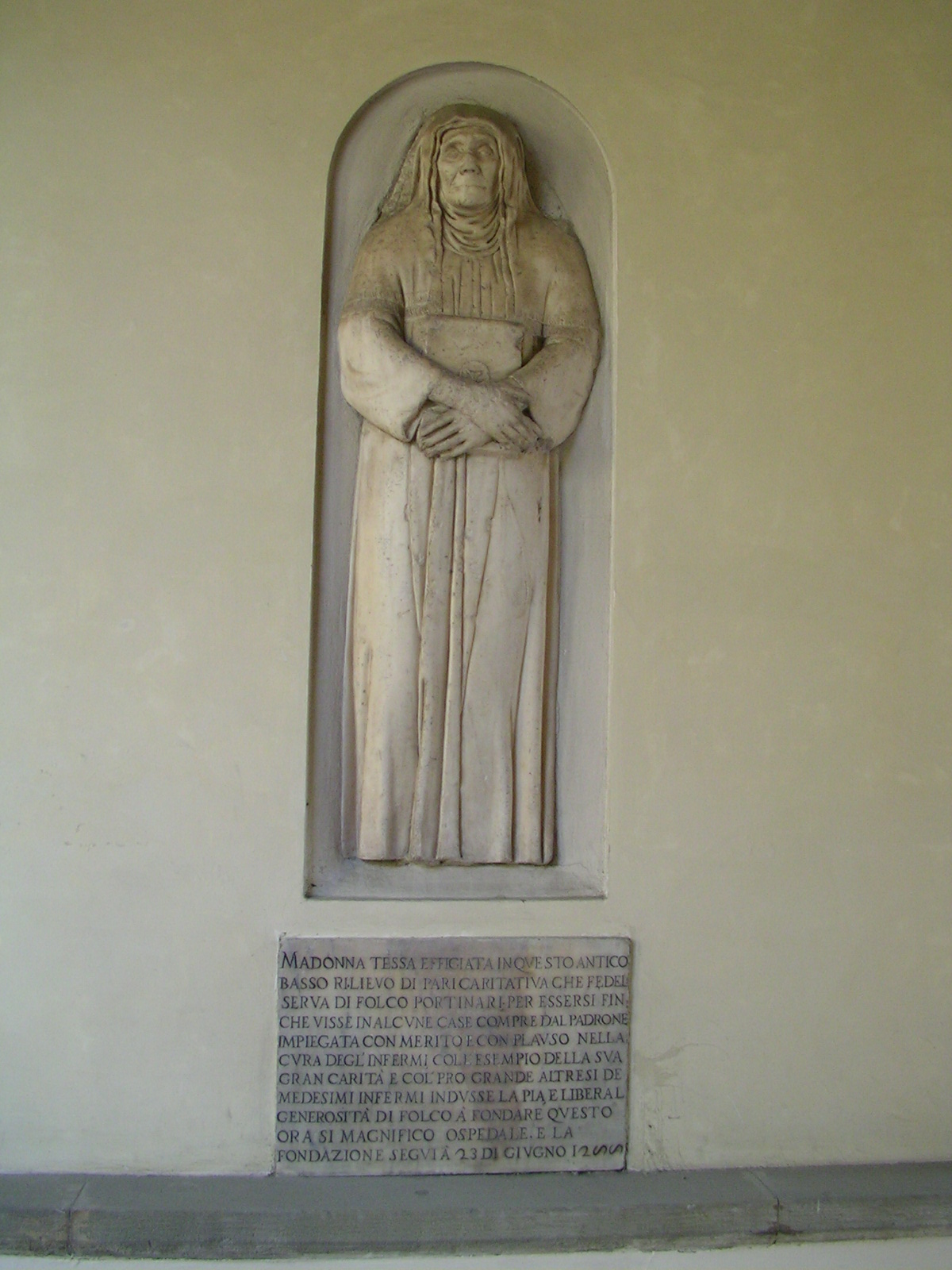
النصب التذكاري للأسطورة منى تيسا

أسس فولكو بورتيناري المشفى عام 1288، والد بياريتس حبيبة دانتي، حيث أقنعت مربية الأسرة أنذاك (منى تيسا) أن يقوم فولكو بإنشاء المستشفى، ولا يزال رفات تيسا موجودا في القبر المرئي ضمن مكان العظام في المستشفى.
يعد المبنى من أقدم وأهم المؤسسات الرعائية في فلورنسا والتي أصبحت غنية وقوية على مر الزمن، وذلك بفضل التبرعات والتركات التي كانت تنالها، بالإضافة إلى الجانب التاريخي للمستشفى، فإنه ذو إرث فني غني بسبب وفرة الزخارف التي رسمها أفضل فناني فلورنسا، وتتعارض احتياجات المستشفى في كثير من الأحيان مع الحاجة إلى الحفاظ على الأعمال الفنية. وبسبب ذلك نجد العديد من التحف في متاحف ومعارض مجاورة مثل متحف سان ماركو [الإنجليزية] ومستشفى الأبرياء [الإنجليزية] (بالإيطالية: Ospedale degli Innocenti)‏، ويقسم المشفى إلى منطقتين أحدها للذكور والآخر للإناث، ويمكن أن تستوعب حتى مئتي مريض.

### القرن الخامس عشر

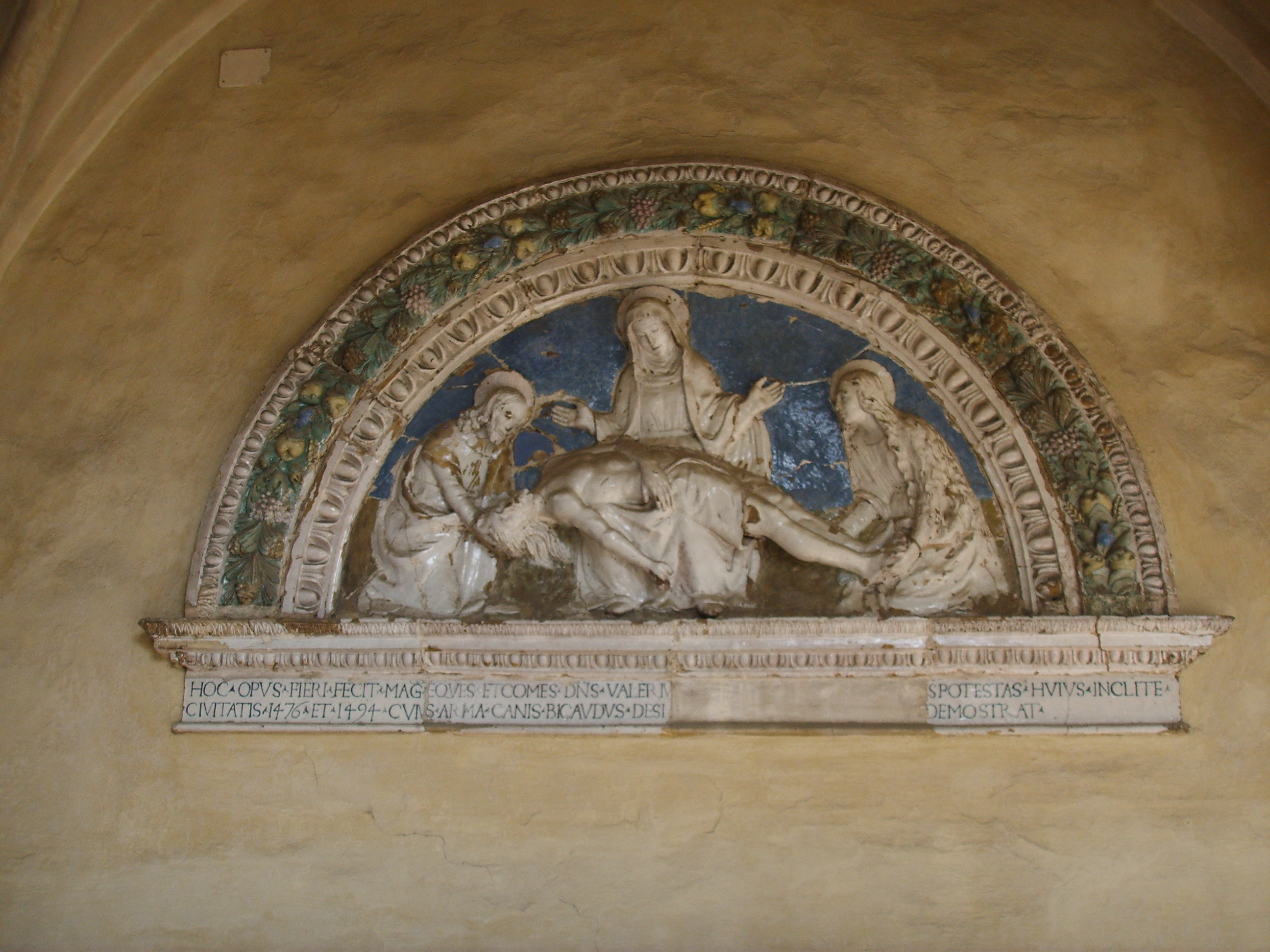
قنطرة جيوفاني ديلا روبيا في الدير

تمتع المستشفى برخاء اقتصادي في القرن الخامس عشر الميلادي، واستقبل زيارة من مارتن الخامس عام 1420، لاقت إضافة دير المركز الطبي عام 1419 من قبل بيتشي دي لورينزو [الإنجليزية] تغييرا جذرياً وتوسعاً في البناء الأصلي، لاتزال القنطرة تعلو القسم الإضافي مصورةً بييتا التي نحتها جيوفاني ديلا روبيا والمنحوتة الطينية ممثلةً السيدة العذراء (مادونا) مع الطفل واثنين من الملائكة، ونسبا إلى ميكيلوزو.
في أوائل القرن الخامس عشر، زُين الممرات نيكولو دي بيترو جيريني باللوحات الجدارية التي تمَّ الحفاظ عليها جزئياً في المواقع الأصلية أو تمّ نقل بعضها الآخر إلى غرفة البابا مارتن الخامس الذي أصبح اليوم مكتب مدير المستشفى، فيما كان يوجد في دير العظام لوحة جدارية تمثل يوم الدينونة التي رسمها فرا بارتولوميو، ونقلت اليوم إلى متحف سان ماركو.

### القرن السادس عشر
أُنجزت أعمال فنية أخرى في المستشفى في أواخر القرن السادس عشر الميلادي بيد فنانين مهمّين نذكر منها:
- زخارف جصية عمل جوفاني دا بولونيا في قسم جناح الذكور.
- تصوير جصي رسم أليساندرو ألوري في كنيسة جناح الذكور.
- تصوير جصي رسم بيرناردو بيونتالينتي [الإنجليزية] عل جدران وأسقف جناح الإناث.

نُقلت هذه الأعمال إلى صالة عرض مستشفى الأبرياء، في حين صمم بيونتالينتي رواقاً كبيراً عند مدخل المشفى ولكنه توفي قبل أن يرى تنفيذه. بدأ العمل على تشييد الرواق عام 1611 من قبل جيوليو باريجي [الإنجليزية] وأخيراً انتهى العمل عليه 1960.

### القرن السابع عشر
استبدل جيوفاني باتيستا بيراتي [الإنجليزية] الممرات القديمة في الجناح النسائي عام 1660 بأخرى أكثر رحابةً.

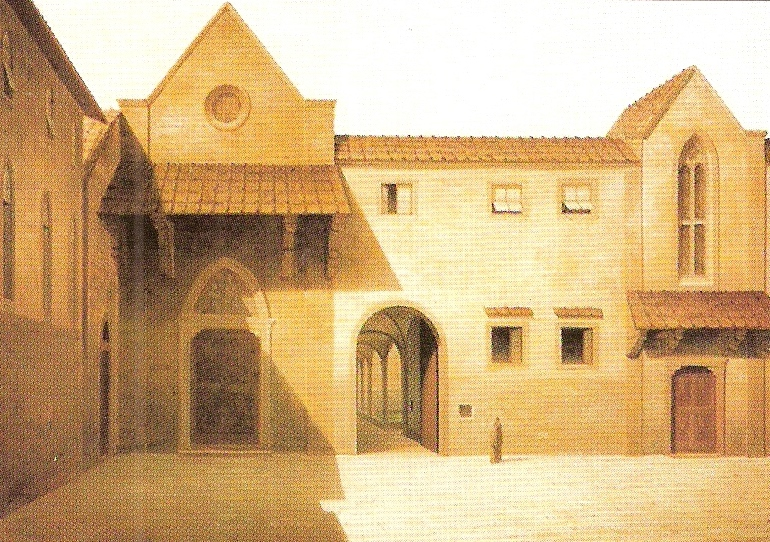
الواجهة القديمة للمستشفى قبل الانتهاء من الرواق (رسم فابيو بوربوتوني، 1820-1902)

## قاعة بابا مارتن الخامس الإدارية
تعد قاعة بابا مارتن الخامس القاعة الإدارية للمشفى والتي تضم غرفة وصالة المدير، يتم الوصول إليها عبر درج في دير العظام، حيث توجد تصويرات جصية وأعمال أخرى من واجهة متياس جايلز وأديار أخرى، الأعمال في هذه القاعة هي:
- الصلب مع القديسين رومولد ويوحنا المعمدان" بقلم أندريا ديل كاستانيو (1440-1444)، موجودة الآن في دير بوردينوني
- «تتويج العذراء»، منحوتة من التراكوتا المنسوبة إلى ديلو ديلي [الإنجليزية] ، وهي الآن بوابة كنيسة سانت إيديلجو (التي تم استبدالها بجبيرة).
- «البابا مارتن الخامس يؤكد امتيازات المستشفى»، لوحة جدارية منفصلة قامت في الأصل حوالي 1473 من قبل جيراردو دي جيوفاني وقيل أنه تم إعادة طلائها في 1560 من قبل فرانشيسكو برينا، من واجهة كنيسة سانت إيجيديو.

## دير العظام

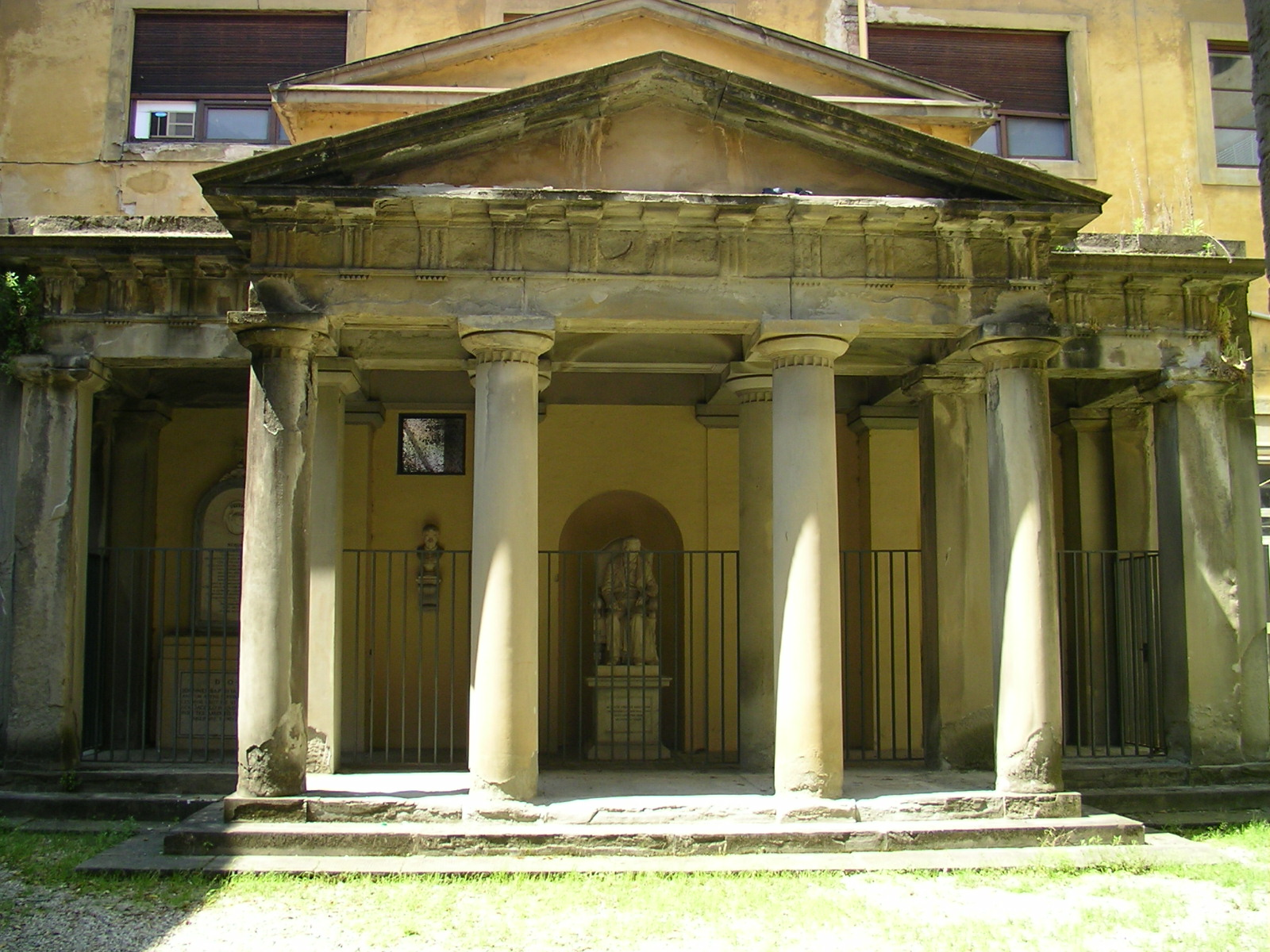
دير العظام

وهو معبد ومدفن سابق، بني في القرن التاسع عشر الميلادي من قبل كوستولي باستخدام حجر رملي بيترا سيرينا [الإنجليزية]، يحتوي المعبد على عواميد وركائز، وفي الوسط يوجد تمثال للماركيز أنجيولو غالي تاسي. ونقش على التمثال من الخلف: "Al benefattore, i beneficiati - Anno MDCCCLXIII" والذي معناه «من المستفيد إلى المستفيدين - سنة 1863»، أما من الجهة الأمامية فنجد النقش التالي: "Al conte Angiolo Galli - che emulando la carità degli antichi - l'avito patrimonio legava - agli ospedali toscani" والذي معناه «الكونت أنجيولو جالي - التي تحاكي حب القدماء - إرث الأجداد المرتبط - بالمستشفيات في توسكانا». وهناك أيضاً نقش على تمثال الأسطورى منى تيساالتي هي إلهام الأسطورة فولكو بورتيناري [الإنجليزية] من كنيسة القديسة مارغريتا دي كرشي.

## الأقسام وخدمات المستشفى
- قسم الطوارئ
- قسم العناية السريرية
- الجراحة العامة
- قسم الجلدية
- الطب العام
- الطب النفسي
- العناية الفائقة
- طبيب المناوبة النهارية
- قسم الأشعة
- التحليل المخبري
- قسم العصبية
- التنظير الداخلي
- الحساسية الجلدية
- الأمراض المنقولة جنسياً
- قسم عناية القلب المركزة
- مستشفى علم الأورام النهاري.

## متدربين مشهورين
- ليوناردو دا فينشي، ق. 1507-1508[3][4]
- باولو ماسكاني، 1801[5]
- فرانسوا كارلو أنتوماركي، 1809[6]

## روابط خارجية
- الموقع الرسمي